# Limau Sundai (Binjai Barat)
Limau Sundai is een bestuurslaag in het regentschap Binjai van de provincie Noord-Sumatra, Indonesië. Limau Sundai telt 6418 inwoners (volkstelling 2010).